# Frommanns Verlag
Frommanns Verlag var ett tyskt bokförlag med säte i Jena. 
Förlaget överflyttade till Jena 1798. Det hade grundlagts i Züllichau av Karl Friedrich Ernst Frommann (1765-1837). Hans son, Friedrich Johannes Frommann (1797-1886), intog en betydande plats inom den tyska bokhandelsvärlden, och var flera gånger ordförande i Börsenverein och utvecklade företaget vidare. 1879 övergick Frommans Verlag i andra händer och bytte namn till Frommansche Buchhandlung, ägt av Walter Biedermann.